# Lee Mi-sook
Lee Mi-sook (sinh ngày 2 tháng 4 năm 1960) là một nữ diễn viên Hàn Quốc. Cô kết hôn vào năm 1987 sau khi nghỉ hưu, mặc dù cô vẫn xuất hiện trên truyền hình trong các bộ phim truyền hình như How's Your Husband? (1993). Một thập kỷ sau đó, Lee đảm nhiệm vai chính trong bộ phim đầu tiên của E J-yong, An Affair (1998). Từ khi cô đóng phim và truyền hình, đáng chú ý có nhiều bộ phim hấp dẫn do bà thủ vai là Solitude (2002), Untold Scandal (2003), Actresses (2009) và các bộ phim gia đình như Smile, Mom (2010)

## Sự nghiệp
Năm 1978, Lee Mi-sook bắt đầu dấn thân vào làng giải trí Hàn Quốc sau khi giành chiến thắng trong cuộc thi Vẻ đẹp Lotte. Lee Mi-sook ra mắt trong bộ phim vào năm 20 tuổi tên Thoughtless Momo vào năm 1979. Vào giữa những năm 80, cô đã trở thành một trong những nữ diễn viên nổi tiếng nhất thời đấy. Cùng với Lee Bo Hee và Won Mi-kyung, họ chiếm ưu thế trên màn ảnh và được gọi là "Troika thập niên 1980". Những bộ phim nổi tiếng nhất của cô trong khoảng thời gian này bao gồm  Whale Hunting và The Winter That Warm It của Bae Chang Ho, Mulberry và Eunuch của Lee Doo-yong, và Wanderer in the winter của Kwak Ji-kyun. Sự nghiệp đầu tiên của cô ấy kéo dài cho đến khi bộ phim Love Triangle vào năm 1987, và sau đó cô rời khỏi làng điện ảnh sau khi cưới
Hơn mười năm sau, đến năm 1998, cô trở lại với vai diễn được ca ngợi rộng rãi trong bộ phim An Affair của E J-yong, về một người phụ nữ yêu chồng của người chị gái. Sử dụng bộ phim này như là một bàn đạp, cô đã khởi động lại sự nghiệp của mình.
Năm 2000, cô tham gia vào dự án cao quý The Legend of Gingko, được sản xuất bởi hãng phim Kang Je-gyu theo sau thành công của Shiri (mặc dù bản thân Kang không chỉ đạo). Tuy nhiên bộ phim là một thất bại trong kinh doanh và cả thất vọng trong ngành điện ảnh. Hai bộ phim tiếp theo của cô là Kiss Me Much và Oh! Lala Sisters, cũng ít nhiều không được quan tâm qua bởi khán giả. Ngược lại, sự xuất hiện của cô trong các bộ phim truyền hình như Solitude (2002) đã giúp cô lấy lại vị thế trong mắt khán giả.
Tuy nhiên, năm 2003 là một trong những năm thành công nhất của Lee, với vai diễn được ca ngợi của cô trong Untold Scandal của E J-yong, một bộ phim dựa trên cuốn tiểu thuyết Dangerous Liaisons thời nhà Triều Tiên.
Tiếp theo cô vai diễn trong Hellcats, một bộ phim hài lãng mạn năm 2008 với cuộc sống và tình yêu của ba nhân vật trong các giai đoạn khác nhau. Sau đó, vào năm 2009, cô phối hợp với E J-yong trong Actresses, một tác phẩm nửa hài với sáu nữ diễn viên không muốn chia sẻ ánh đèn sân khấu dù từng chơi thân với nhau.
Trong năm 2011, cô đã cho ra mắt một bộ đồ lót Starit, được bán trên các kênh mua sắm tại nhà. Đây là trường hợp hi hữu vì trong những năm trước đó về mặt lịch sử của ngành thời trang đối với phụ nữ trung niên. Nhưng từ năm 2008, các hình ảnh thời trang của các nữ diễn viên như cô, Choi Myung-gil và Kim Hee-ae đã trở thành tượng đài cho thời trang phụ nữ trung niên tại Hàn Quốc, và các nhãn hiệu nhắm đến mục tiêu cụ thể của phụ nữ độ tuổi 40 và 50 đã tăng lên. Nhưng cô vẫn là một trong người có những tạp chí thời trang nổi tiếng nhất cho phụ nữ trung niên
Cô vẫn tiếp tục đóng phim truyền hình, với vai trò là một bà mẹ kế có các hành động thô tục, ích kỉ trong Cinderella's Sister, một đánh giá khá thành công trong năm 2010.
Sau khi đánh giá về chương trình tài năng diễn xuất thực tế Miracle Audition, cô đã tổ chức show truyền hình cáp Bad Scene, trong đó có những người nổi tiếng đã tiết lộ những cảnh xấu hoặc xấu hổ từ quá khứ của họ.

## Kiện tụng
Vào năm 2012, cô bị cuốn vào cuộc tranh cãi khi bị cơ quan quản lí cũ The Contents Media kiện, sau khi cô chuyển tới một công ty mới, Hoya Spotainment [20]. Tòa án tối cao Seoul đã phán quyết rằng Lee đã phạm tội vi phạm hợp đồng và ra lệnh cho cô phải bồi thường thiệt hại 120 triệu won (110.604 USD). Tuy nhiên, The Contents Media đã đưa ra một đơn kháng cáo, nói rằng cơ quan này nợ ít nhất gấp đôi số tiền đó vì đã lén kí kết với công ty quản lý mới trong khi hợp đồng với công ty cũ vẫn còn hiệu lực. Họ còn cáo buộc rằng cô đã có mối quan hệ với một người đàn ông 17 tuổi nhỏ hơn mình vào năm 2006, người mà họ tuyên bố đã trả hết hàng triệu won để không tiết lộ với báo chí và lăng mạ hình ảnh của cô. Cô phản đối The Contents Media và hai phóng viên đã đưa tin về sự phỉ báng này. Cô bị mất quyền kháng cáo vào tháng 2 năm 2013, và Toà án Tối cao Seoul đã phán quyết buộc cô phải trả số tiền đó trong phán quyết ban đầu. Không chỉ dừng lại ở đó, Lee Mi Sook còn bị tố đã lập nên một âm mưu giết người, bí mật thuê sát thủ giết ông Kim, giám đốc công ty quản lý cũ vì sợ chuyện ngoại tình với bồ trẻ trước khi ly hôn chồng cũng bị công ty này tiết lộ. Hơn thế, cô còn dính líu đến cái chết của cái chết của diễn viên Jang Ja Yeon vì cô đứng đầu đường dây giả mạo hồ sơ của Jang Ja Yeon, trong đó có những bức thư giả mạo chữ viết của Jang nhằm tố cáo ông bầu đã ép các nữ nghệ sỹ do mình quản lý phục vụ các đại gia.
Vào tháng 8 năm 2013, cô ký kết với một cơ quan khác, SidusHQ.

## Đời sống cá nhân
Năm 2007, cô và chồng Hong Sung-ho, một bác sĩ phẫu thuật thẩm mỹ, ly dị sau 20 năm kết hôn. Họ có một con trai và một con gái.

## Phim
| Năm  | Phim                                              | Tên tiếng Hàn             | Vai diễn                  | Đạo diễn        |
| ---- | ------------------------------------------------- | ------------------------- | ------------------------- | --------------- |
| 2024 | Queen Of Tears                                    | 눈물의 여 &               | Mo Seul Hee               | Kim Hee-won     |
| 2015 | The Exclusive: Beat the Devil's Tattoo            | 특종: 량첸살인기          | Trưởng phòng tin tức Baek | Roh Deok        |
| 2013 | Horny Family                                      | 배꼽                      | Hye-kyung                 | Park Bo-sang    |
| 2009 | Actresses                                         | 여배우들                  | Lee Mi-sook               | E J-yong        |
| 2008 | Hellcats                                          | 뜨거운 것이 좋아          | Kim Young-mi              | Kwon Chil-in    |
| 2003 | ...ing                                            | 아이앤지                  | Mi-sook                   | Lee Eon-hee     |
| 2003 | Untold Scandal                                    | 스캔들 - 조선남녀상열지사 | Bà Cho                    | E J-yong        |
| 2002 | Oh! LaLa Sisters                                  | 울랄라 씨스터즈           | Jo Eun-ja                 | Park Jae-hyun   |
| 2001 | Kiss Me Much                                      | 베사메무쵸                | Young-hee                 | Jeon Yoon-soo   |
| 2000 | The Legend of Gingko                              | 단적비연수                | Soo                       | Park Jae-hyun   |
| 1998 | An Affair                                         | 정사 정사                 | Seo-hyun                  | E J-yong        |
| 1987 | The Home of Two Women                             | 두 여자의 집              | Yoo-kyung                 | Kwak Ji-kyoon   |
| 1987 | Affection                                         | 유정                      |                           | Kim Ki          |
| 1987 | A Street Musician                                 | 거리의 악사               | Seo-ha                    | Chung Ji-young  |
| 1986 | Eunuch                                            | 내시                      | Ja-ok                     | Lee Doo-yong    |
| 1986 | Autumn After Love                                 | 가을을 남기고 간 사랑     |                           | Jung Jin-woo    |
| 1986 | Wanderer in Winter                                |                           | Da-hye                    | Kwak Ji-kyoon   |
| 1986 | Mulberry                                          | 뽕                        | An-hyeop                  | Lee Doo-yong    |
| 1985 | Graduation Journey                                | 졸업 여행                 | Mi-seon                   | Yoo Ji-hoeng    |
| 1985 | When Tears Run Dry                                | 그대 눈물이 마를 때       |                           | Choi Dong-joon  |
| 1985 | City of Fast                                      | 바람난 도시               |                           | Kim Yang-duk    |
| 1984 | The Winter That Year Was Warm                     | 그 해 겨울은 따뜻했네     | Oh-mok/ Soo-in            | Bae Chang-ho    |
| 1984 | The Broken Night                                  | 밤이 무너질 때            |                           | Go Yeong-nam    |
| 1984 | Whale Hunting                                     | 고래사냥                  | Chun-ja                   | Bae Chang-ho    |
| 1984 | Women Wet Men Like Rain                           |                           |                           | Lee Hyeok-su    |
| 1984 | Sleeping Out                                      | 외박                      |                           | Go Yeong-nam    |
| 1983 | Strange Relationship                              | 이상한 관계               |                           | Lee Doo-yong    |
| 1983 | X                                                 |                           |                           | Hah Myung-joong |
| 1982 | I Loved                                           | 내가 사랑했다             |                           | Go Yeong-nam    |
| 1982 | Wild Horse                                        | 야생마                    | Lucia                     | Yoo Dong-hun    |
| 1981 | Is There a Girl Like Her?                         | 이런 여자 없나요          | Yun Su-jin                | Park Chul-soo   |
| 1981 | With Passion and Heat                             | 가슴깊게 화끈하게         | Doh Do-hae                | Kim Su-hyeong   |
| 1981 | An Embrace in the Dark Night                      | 이 깊은 밤의 포옹         |                           | Song Yeong-su   |
| 1980 | Flame Bird                                        | 불새                      | Eun-young                 | Lee Gyeong-tae  |
| 1980 | Thoughtless Momo(aka An Innocent College Student) | 모모는 철부지             | Mal-ja                    | Kim Eung-chun   |

## Phim bộ
| Năm  | Phim                                                       | Tên tiếng Hàn                     | Vai diễn                     | Kênh |
| ---- | ---------------------------------------------------------- | --------------------------------- | ---------------------------- | ---- |
| 2018 | Greasy Melo                                                | 기름진 멜로                       |                              | SBS  |
| 2017 | Money Flower                                               | 돈꽃                              | Jung Mal-ran                 | MBC  |
| 2017 | Temperature of Love                                        | 사랑의 온도                       | Yoo Yeong-mi                 | SBS  |
| 2016 | Don't Dare to Dream                                        | 질투의 화신                       | Kye Sung-sook                | SBS  |
| 2014 | Rosy Lovers                                                | 장미빛 연인들                     | Jung Shi-nae                 | MBC  |
| 2014 | Blade Man                                                  | 아이언맨                          | Bà Yoon                      | KBS2 |
| 2013 | Shining Romance                                            | 빛나는 로맨스                     | Jung Soon-ok                 | MBC  |
| 2013 | Miss Korea                                                 | 미스코리아                        | Ma Ae-ri                     | MBC  |
| 2013 | You Are the Best!                                          | 최고다 이순신                     | Song Mi-ryung/Kim Kyung-sook | KBS2 |
| 2012 | Can We Get Married?                                        | 우리가 결혼할 수 있을까           | Deul-ja                      | jTBC |
| 2012 | Love Rain                                                  | 사랑비                            | Kim Yoon-hee (2012)          | KBS2 |
| 2011 | A Thousand Days' Promise                                   | 천일의 약속                       | Oh Hyun-ah                   | SBS  |
| 2010 | Smile, Mom                                                 | 웃어요, 엄마                      | Jo Bok-hee                   | SBS  |
| 2010 | Cinderella's Sister                                        | 신데렐라 언니                     | Song Kang-sook               | KBS2 |
| 2009 | Ja Myung Go                                                | 자명고                            | Wang Ja-shil                 | SBS  |
| 2009 | East of Eden                                               | 에덴의 동쪽                       | Yang Choon-hee               | MBC  |
| 2006 | Great Inheritance                                          | 위대한 유산                       | Go Ah-ra                     | KBS2 |
| 2005 | Love and Sympathy                                          | 사랑공감                          | Kang Hee-soo                 | SBS  |
| 2002 | Solitude                                                   | 고독                              | Jo Kyung-min                 | KBS2 |
| 1999 | You Don't Know My Mind                                     | 남의 속도 모르고                  | Jeon Nam-ja                  | MBC  |
| 1999 | Queen                                                      | 퀸                                | Hwang Choon-bok              | SBS  |
| 1999 | Springtime                                                 | 청춘 (青春)                       |                              | MBC  |
| 1998 | Crush                                                      | 짝사랑                            | Young-ja                     | KBS2 |
| 1997 | Snail                                                      | 달팽이                            | Yoon-joo                     | SBS  |
| 1995 | Elegy                                                      | 엘레지                            | Min Ji-sook                  | SBS  |
| 1994 |                                                            | 도깨비가 간다                     | Min Kang-ji                  | SBS  |
| 1993 | How's Your Husband?                                        | 댁의 남편은 어떠십니까?           | Ahn Jung-sook                | SBS  |
| 1992 | Women's Room                                               | 여자의 방                         | Na Kyung-sun                 | MBC  |
| 1991 | Humble Men                                                 | 고개숙인 남자                     | Baek Jung-ran                | MBC  |
| 1990 |                                                            | 에미                              | Mẹ                           | MBC  |
| 1989 |                                                            | 상처                              | Ha-young                     | MBC  |
| 1988 |                                                            | 은혜의 땅                         | Eun-hye                      | KBS2 |
| 1987 | Firebird                                                   | 불새                              | Hyun-joo                     | MBC  |
| 1985 | That's Right, You Bet                                      | 아무렴 그렇지, 그렇고 말고        | Ok-som                       | MBC  |
| 1984 |                                                            | 그리워                            |                              | MBC  |
| 1984 | 500 Years of Joseon -The Ume Tree in the Midst of the Snow | 조선왕조 오백년 - 설중매 (雪中梅) | Jang Nok-su                  | MBC  |
| 1984 |                                                            | 물보라                            | Jang-hee                     | MBC  |
| 1983 | Sunflower in Winter                                        | 겨울 해바라기                     |                              | MBC  |
| 1983 |                                                            | 저 별은 나의 별                   |                              | MBC  |
| 1982 | Annals of Renunciation - Yi Yong-ik                        | 거부실록 - 이용익                 |                              | MBC  |
| 1982 |                                                            | 미련                              | Kang Yeon-hee                | MBC  |
| 1982 | Women's History - Hwang Jin-yi                             | 여인열전 - 황진이                 | Hwang Jini                   | MBC  |
| 1981 | Women's History - Jang Hui-bin                             | 여인열전 - 장희빈                 | Jang Hui-bin                 | MBC  |
| 1981 | Embrace                                                    | 포옹                              |                              | MBC  |
| 1981 |                                                            | 안녕하세요                        | Con ruột thứ hai của Eun-hee | MBC  |
| 1980 |                                                            | 달동네                            |                              | TBC  |
| 1979 |                                                            | 고독한 관계                       |                              | TBC  |
| 1979 | Mapo Harbor                                                | 마포나루                          |                              | TBC  |

## Chương trình tạp kỹ
| Năm       | Chương trình            | Tên tiếng Hàn   | Vai trò               | Kênh     |
| --------- | ----------------------- | --------------- | --------------------- | -------- |
| 2013      | Miracle Korea           | 미라클 코리아   | Dẫn chương trình      | jTBC     |
| 2011-2012 | Lee Mi-sook's Bad Scene | 이미숙의 배드신 | Dẫn chương trình      | Story On |
| 2011      | Miracle Audition        | 기적의 오디션   | Giám khảo             | SBS      |
| 2017      | Guesthouse Daughters    |                 | Diễn viên thường trực | KBS      |

## Sách
| Năm  | Sách                                       | Tên tiếng Hàn                | Ghi chú         |
| ---- | ------------------------------------------ | ---------------------------- | --------------- |
| 2003 | Lee Mi-sook's DIARY: Dreaming of Deviation | 이미숙의 DIARY 일탈을 꿈꾸며 | kèm theo đĩa CD |

## Giải thưởng
| Năm  | Giải thưởng                                                    | Hạng mục                                                     | Phim đề cử                               |
| ---- | -------------------------------------------------------------- | ------------------------------------------------------------ | ---------------------------------------- |
| 2017 | Giải thưởng phim truyền hình MBC                               | Nữ diễn viên xuất sắc trong phim cuối tuần                   | Money Flower                             |
| 2014 | Giải thưởng phim truyền hình MBC                               | Nữ diễn viên trong giải diễn xuất vàng                       | Miss Korea, Shining Romance, Rosy Lovers |
| 2013 | Giải thưởng phim truyền hình KBS                               | Nữ diễn viên xuất sắc trong phim nhiều tập                   | You're the Best, Lee Soon-shin           |
| 2011 | Giải thưởng phim truyền hình SBS                               | Nữ diễn viên trong dự án phim đặc biệt, giải thưởng đặc biệt | A Thousand Days' Promise                 |
| 2008 | Giải thưởng phim truyền hình MBC                               | Nữ diễn viên xuất sắc nhất                                   | East of Eden                             |
| 2003 | Giải thưởng Hiệp hội Các nhà phê bình phim Hàn Quốc lần thứ 23 | Nữ diễn viên xuất sắc nhất                                   | Untold Scandal                           |
| 2001 | Giải thưởng nghệ thuật Baeksang lần thứ 37                     | Nữ diễn viên ấn tượng nhất, hạng mục phim                    | The Legend of Gingko                     |
| 1999 | Giải thưởng nghệ thuật phim Chunsa lần thứ 7                   | Nữ diễn viên xuất sắc nhất                                   | An Affair                                |
| 1999 | Giải thưởng Hiệp hội Các nhà phê bình phim Hàn Quốc lần thứ 19 | Nữ diễn viên xuất sắc nhất                                   | An Affair                                |
| 1998 | Giải thưởng nghệ thuật Baeksang lần thứ 34                     | Nữ diễn viên ấn tượng nhất, hạng mục truyền hình             | Snail                                    |
| 1993 | Giải thưởng phim truyền hình SBS                               | Giải Daesang                                                 | How's Your Husband?                      |
| 1987 | Liên hoan phim châu Á-Thái Bình Dương lần thứ 32               | Nữ diễn viên xuất sắc nhất                                   | Love Triangle                            |
| 1987 | Giải Đại Chung lần thứ 26                                      | Giải ban bồi thẩm đặc biệt                                   | Love Triangle                            |
| 1986 | Liên hoan phim châu Á-Thái Bình Dương lần thứ 31               | Nữ diễn viên xuất sắc nhất                                   | Mulberry                                 |
| 1986 | Giải thưởng Hiệp hội Các nhà phê bình phim Hàn Quốc lần thứ 6  | Nữ diễn viên xuất sắc nhất                                   | Mulberry                                 |
| 1984 | Giải thưởng Hiệp hội Các nhà phê bình phim Hàn Quốc lần thứ 4  | Nữ diễn viên xuất sắc nhất                                   | The Winter That Year Was Warm            |
| 1984 | Giải Đại Chung lần thứ 23                                      | Nữ diễn viên xuất sắc nhất                                   | The Winter That Year Was Warm            |
| 1984 | Giải thưởng nghệ thuật Baeksang lần thứ 21                     | Nữ diễn viên xuất sắc nhất                                   | The Winter That Year Was Warm            |
| 1982 | Giải thưởng phim truyền hình MBC                               | Giải Daesang                                                 | Jang Hui-bin                             |
| 1980 | Giải thưởng nghệ thuật Baeksang lần thứ 17                     | Nữ diễn viên mới xuất sắc nhất                               | Flame Bird                               |
| 1979 | Giải thưởng phim truyền hình TBC                               | Giải nữ diễn viên mới xuất sắc nhất                          | Mapo Harbor                              |
| 1978 | Người đẹp Lotte lần thứ 3                                      | Giải Ấn tượng                                                |                                          |